# Ostrya carpinifolia
Ostrya carpinifolia, la ostria, carpe negro o falso carpe es un árbol frondoso que puede alcanzar los 20 m de alto. Pertenece a la familia de las betuláceas.

## Descripción
La ostria rara vez supera los 15 metros de altura. Es similar al carpe blanco en la forma de sus hojas, pero difiere en que tienen nervios laterales ramificados hasta el borde. La corteza es en principio gris pero luego se va oscureciendo, y agrietando en forma de escamas.

## Distribución
Se encuentra en Italia, Austria, Eslovenia, Grecia, los Balcanes, el sur de Suiza y Anatolia, España

## Taxonomía
Ostrya carpinifolia fue descrito por Giovanni Antonio Scopoli  y publicado en Flora Carniolica, Editio Secunda 2: 244. 1772.
Sinonimia
- Carpinus italica Scop. ex Steud.
- Carpinus ostrya L.
- Ostrya italica Spach
- Ostrya ladelcii Sanguin.
- Ostrya vulgaris Willd.[2][3]

Ostrya carpinifolia
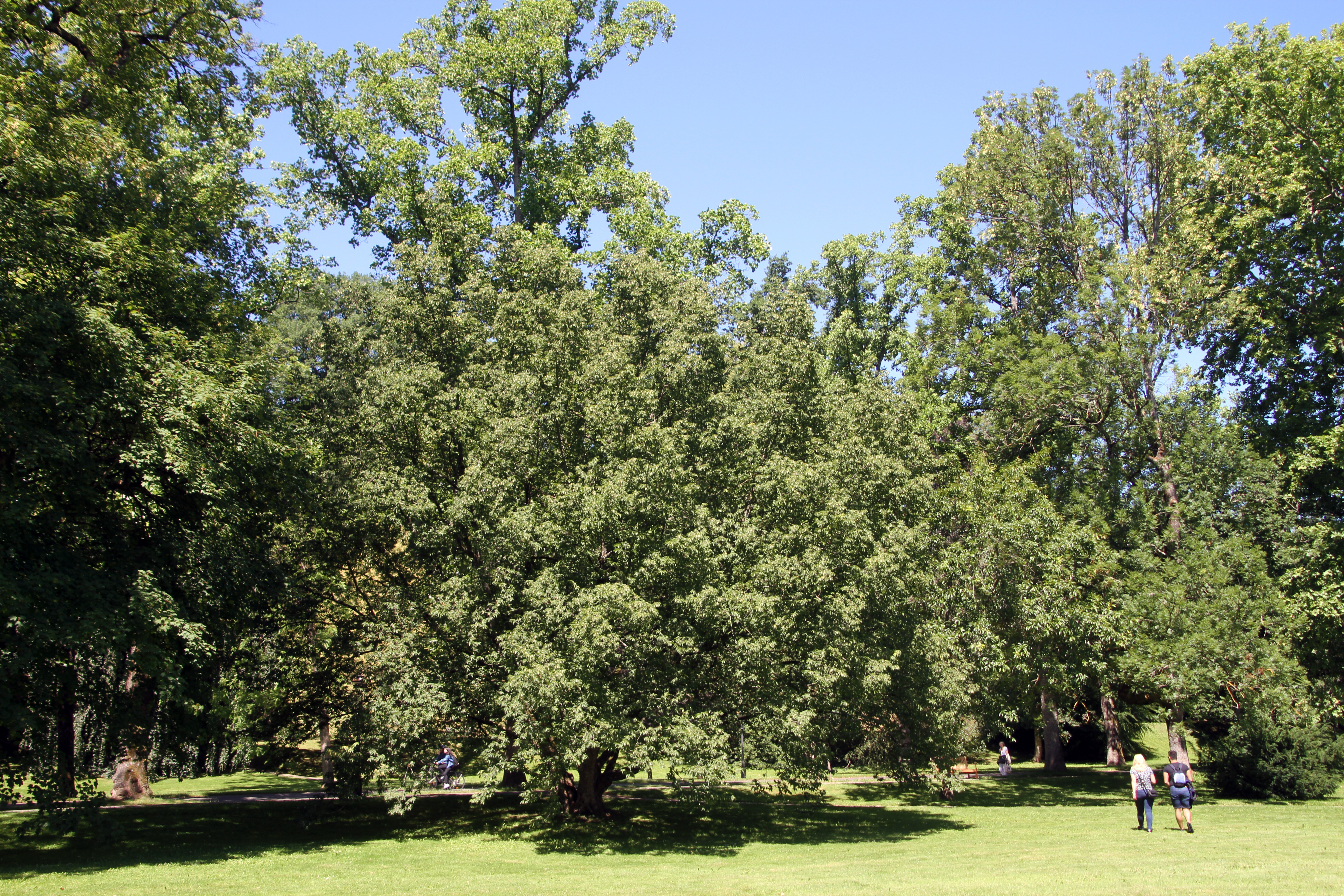
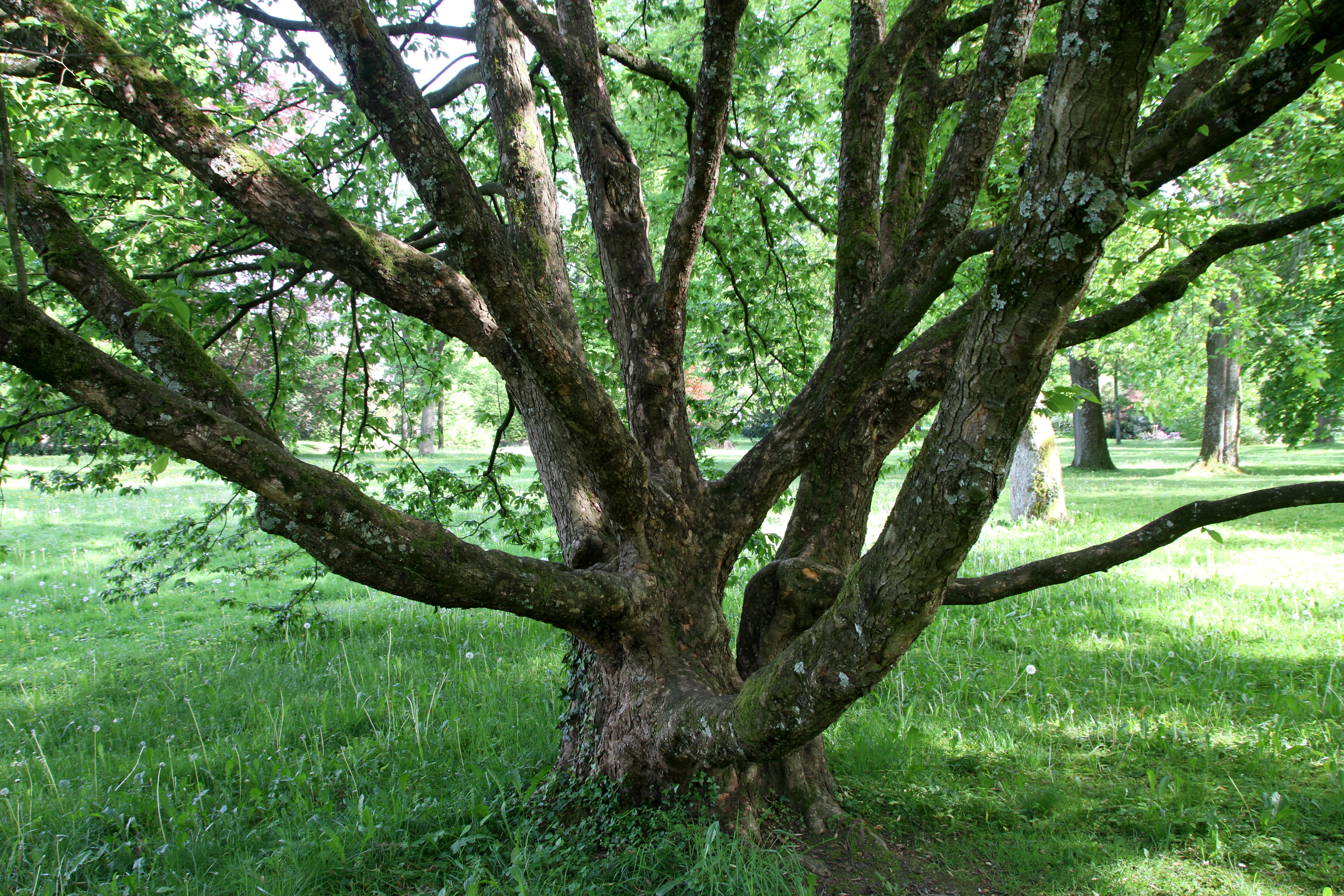
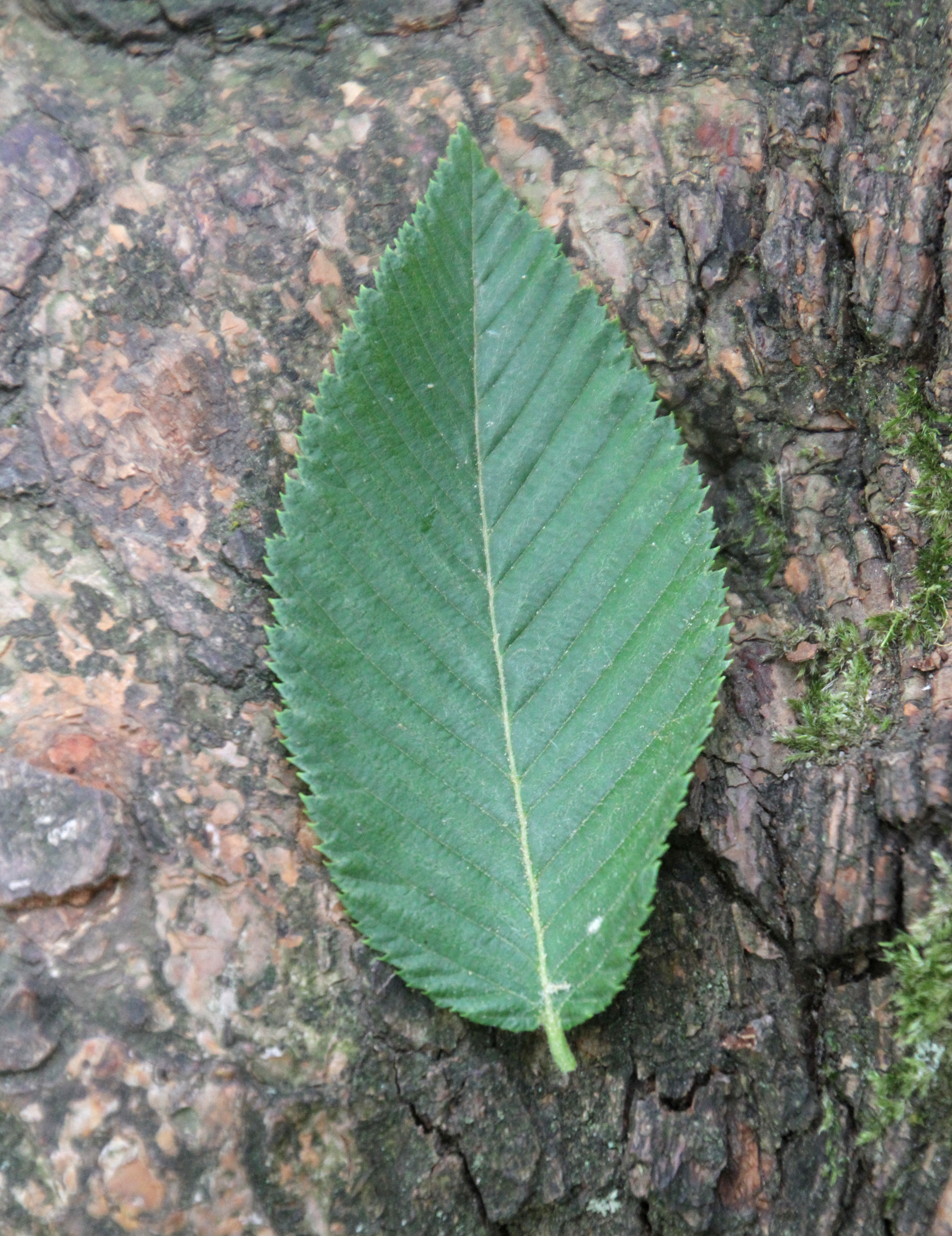
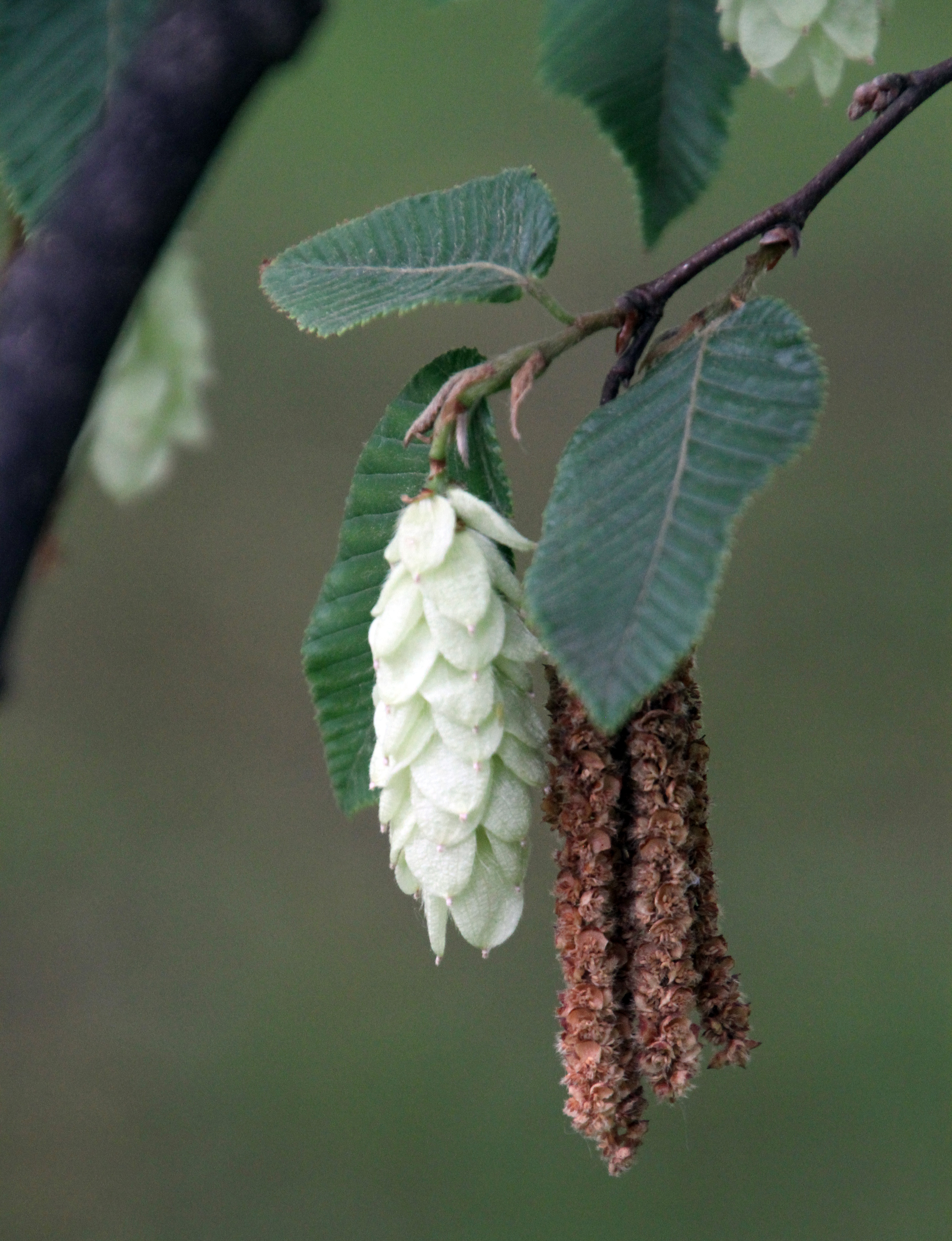
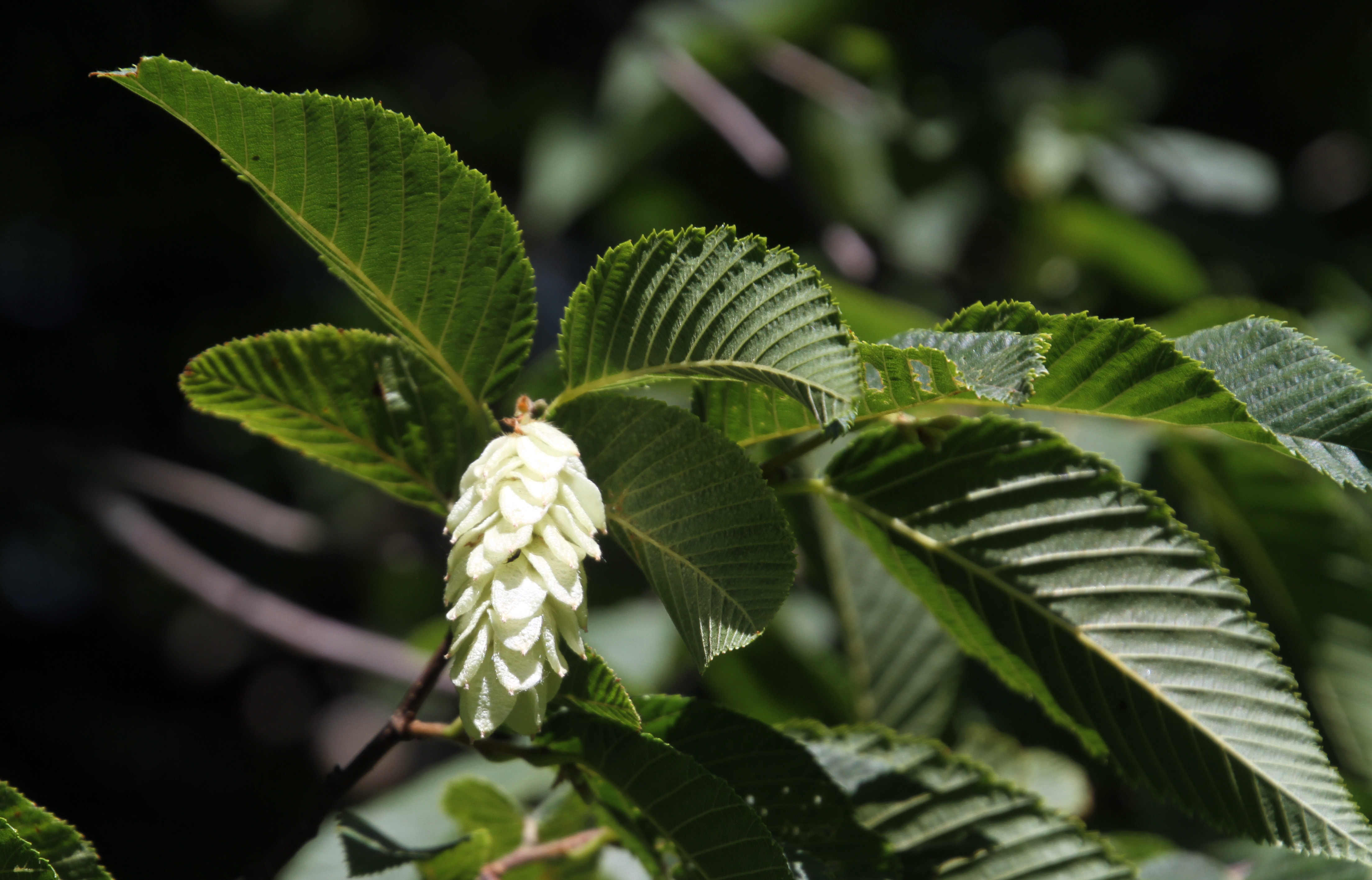
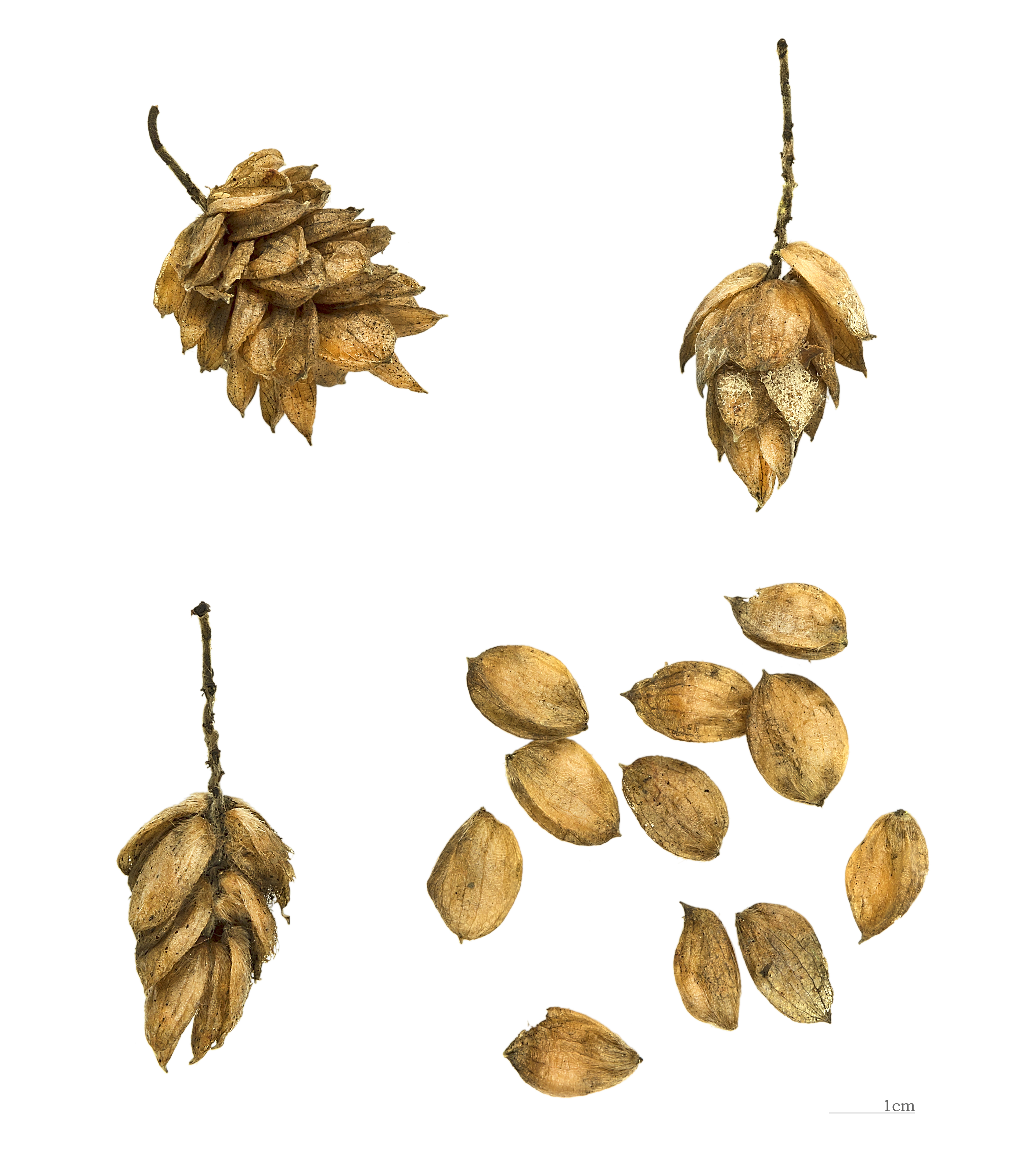
Frutas